# Àlvar X de Kibangu
Álvaro X Nimi a Mvemba Água Rosada va ser governador de Kibangu i Água Rosada i un dels dos principals pretendents Kinlaza al tron del regne del Congo durant la guerra civil del Congo, juntament amb el rei de Lemba. Va governar al regne de Kibangu de 1688 a 1695.
Durant el regnat de l'anterior rei de Kibangu, Álvaro i el seu germà van liderar una facció que no estava satisfeta amb el seu govern. Van aconseguir enderrocar Manuel Afonso de Kibangu en 1688 i Álvaro va prendre el tron. Durant el seu regnat, el rei va poder mantenir les forces dels altres dos reclamants al regne del Congo a la vora. El rei va ser el primer reclamant de la guerra civil del Congo per ser de la casa Água Rosada on hi havia un pare de cadascuna de les cases principals de Kinlaza i Kimpanzu. Aquesta no era una casa reial en el moment del domini d'Álvaro, i només després de la seva mort en 1695, quan el seu successor, Pedro IV, la va formar com aa casa per acabar amb la guerra civil i reformar el Regne del Congo.